# 菊銀製瓦
株式会社菊銀製瓦（きくぎんせいが）は、愛媛県今治市菊間町浜に本社を置く瓦メーカー。

## 概要
愛媛県今治市菊間町の特産品である菊間瓦の製造・販売・施工を手がけている。1879年（明治12年）に創業し、明治期には皇居や道後温泉本館にも瓦を納入している。
現在では、伝統の菊間瓦や洋風住宅にマッチする平板瓦、いぶし銀を活かした工芸品や日用品なども手がけている。

## 沿革
- 1879年 - 菊地銀太郎が創業。
- 1881年～1884年 - 皇居に菊間瓦を納める。
- 1894年 - 道後温泉本館に瓦を納める。
- 大正時代 - 呉市大崎下島の御手洗地区に瓦を納める。
- 1978年 - 「株式会社菊銀製瓦」設立。
- 1983年 - 桟瓦用油圧プレス自動ライン導入
- 1989年 - 建設業許可（屋根工事）取得。
- 1998年 - かわらぶき1級技能士取得。建築施工管理技士取得。
- 2015年 - 菊間瓦をPRするため、菊間瓦のバリィさんを製作[3]。

## 実績
- 安養寺
- 延命寺本堂 鬼瓦
- 乗禅寺
- DASH島舟屋 鬼瓦 - 菊銀製瓦の女性鬼師から指南を受けてTOKIOの城島茂が製作した[4]。
- 道後温泉別館 飛鳥乃温泉 金色の鴟尾・行灯[5]
- 南光坊
- 日尾八幡神社
- 佛木寺